# Christuskirche (Weddel)

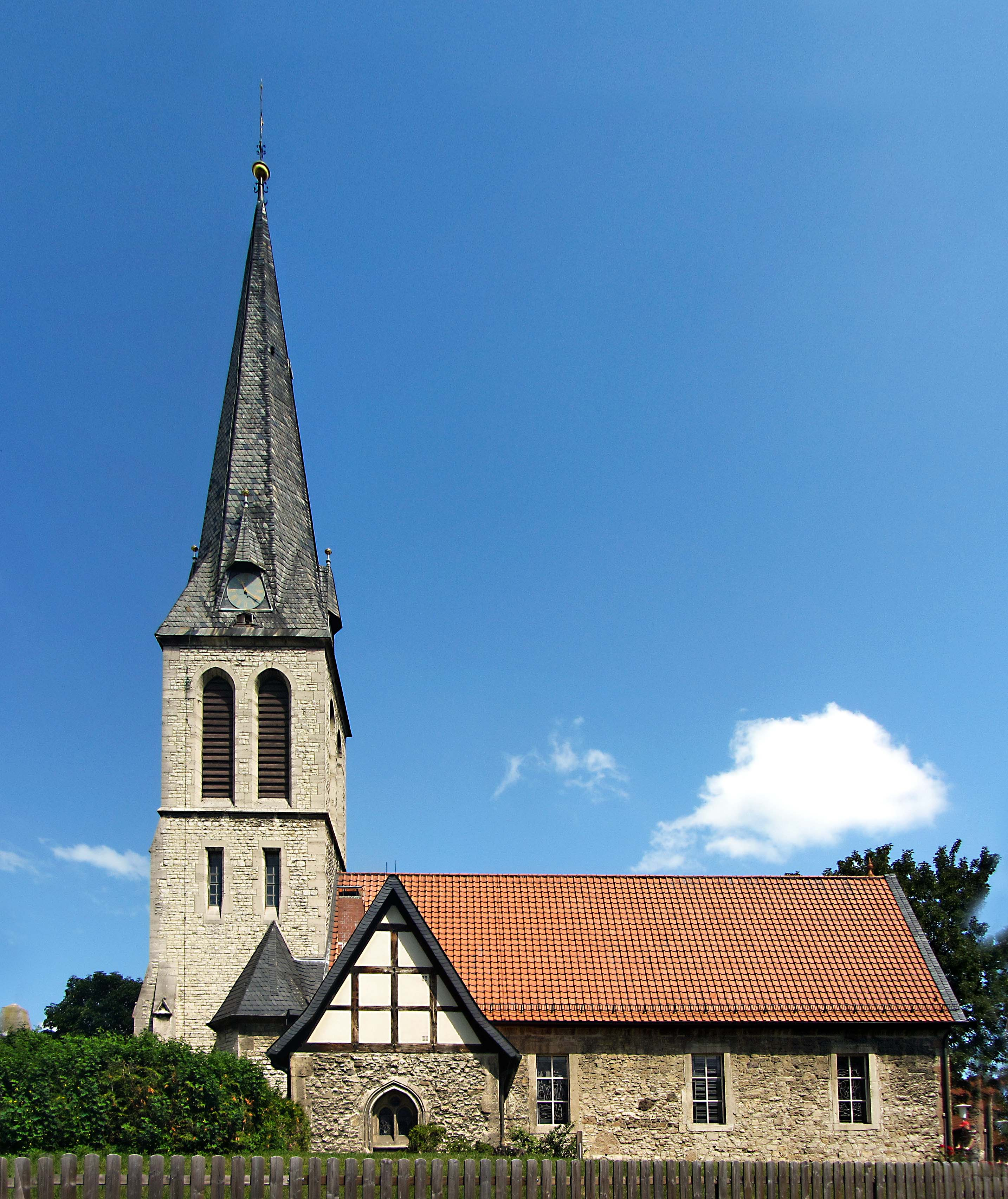
Christuskirche

Die evangelisch-lutherische denkmalgeschützte Christuskirche steht in Weddel, einem Ortsteil der Gemeinde Cremlingen im Landkreis Wolfenbüttel von Niedersachsen. Die Kirchengemeinde gehört zum Pfarrverband Zwölf Apostel in der Propstei Königslutter der Evangelisch-lutherischen Landeskirche in Braunschweig.

## Beschreibung
Zunächst hatte das Dorf nur eine kleine Kapelle. 1391 wurde sie aus Bruchsteinen zur Saalkirche ausgebaut. Die Sakristei an der Südseite wurde 1458 angebaut, die zunächst als Leichenhaus diente. Im Dreißigjährigen Krieg wurde die Kirche völlig zerstört. Nach dem Krieg wurde die Kirche bald wieder aufgebaut. 1895 wurde der 42 Meter hohe quadratische Glockenturm aus Natursteinmauerwerk mit Ecksteinen im Westen angebaut. In seinem obersten Geschoss befindet sich der Glockenstuhl hinter den Klangarkaden. In ihm hängen drei Kirchenglocken, von denen die älteste 1885 von der Radlerschen Glockengießerei und die beiden jüngeren 1961 und 1967 von der Glocken- und Kunstgießerei Rincker gegossen wurde. Der Turm ist mit einem spitzen schiefergedeckten Helm bedeckt, an dem sich die vier Zifferblätter der Turmuhr befinden, die in alle vier Himmelsrichtungen zeigen. 
1985/86 wurde die Kirche durch einen Anbau nach Norden vergrößert. Gleichzeitig wurde der Innenraum neu gestaltet. Zur Kirchenausstattung gehört ein klassizistischer Kanzelaltar, der bis 1799 in der Thomaskirche von Volkmarode stand. 1867 erhielt die Kirche ihre erste Orgel. Sie hatte zehn Register, ein Manual und Pedal. 1991 wurde eine neue Orgel mit 15 Registern mit rund 1000 Orgelpfeifen, verteilt auf zwei Manuale und Pedal angeschafft.